# Uecker-Randow (district)
Districtul Uecker-Randow este un Kreis în landul Mecklenburg-Pomerania Inferioară, Germania.